# Liste des villages de Colombie-Britannique
 (avril 2015).
Un village en Colombie-Britannique est une classification des municipalités utilisée dans la province canadienne de Colombie-Britannique. Une communauté peut être incorporée en tant que village par lettres patentes du Lieutenant-gouverneur en conseil, sous recommandation du Ministère des Communautés, des Sports et du Développement culturel (Minister of Communities, Sport and Cultural Development), si sa population compte plus de 2 500 habitants et si plus de 50 % des résidents affectés votent en faveur de l'incorporation proposée.
La Colombie-Britannique possède 42 villages d'une population cumulée de 44 962 habitants et d'en moyenne 1 070 habitants par bourg selon le recensement de 2011. Le village le plus peuplé de la Colombie-Britannique est Cumberland tandis que le moins peuplé est Zeballos, avec respectivement 3,398 et 125 habitants.
La première communauté incorporée en tant que village est Kaslo le 14 août 1893, tandis que la plus récente est Queen Charlotte le 5 décembre 2005.

## Liste
| Nom                  | Nom de corporation                             | District régional      | Date d'incorporation | Population (2011) | Population (2006) | Variation (%) | Superficie (km²) | Densité de population |
| -------------------- | ---------------------------------------------- | ---------------------- | -------------------- | ----------------- | ----------------- | ------------- | ---------------- | --------------------- |
| Alert Bay            | Alert Bay, The Corporation of the Village of   | Mount Waddington       | 14 janvier 1946      | 445               | 456               | −2,4          | 1,73             | 257,3                 |
| Anmore               | Anmore, Village of                             | Greater Vancouver      | 7 décembre 1987      | 2 092             | 1 785             | 17,2          | 28,24            | 74,1                  |
| Ashcroft             | Ashcroft, The Corporation of the Village of    | Thompson-Nicola        | 27 juin 1952         | 1 628             | 1 664             | −2,2          | 50,90            | 32,0                  |
| Belcarra             | Belcarra, Village of                           | Greater Vancouver      | 22 août 1979         | 644               | 676               | −4,7          | 5,50             | 117,1                 |
| Burns Lake           | Burns Lake, The Corporation of the Village of  | Bulkley-Nechako        | 6 décembre 1923      | 2 029             | 2 107             | −3,7          | 6,59             | 307,7                 |
| Cache Creek          | Cache Creek, Village of                        | Thompson-Nicola        | 28 novembre 1967     | 1 040             | 1 037             | 0,3           | 10,25            | 101,5                 |
| Canal Flats          | Canal Flats, Village of                        | East Kootenay          | 29 juin 2004         | 715               | 700               | 2,1           | 10,86            | 65,8                  |
| Chase                | Chase, Village of                              | Thompson-Nicola        | 22 avril 1969        | 2 495             | 2 409             | 3,6           | 3,77             | 662,5                 |
| Clinton              | Clinton, Village of                            | Thompson-Nicola        | 16 juillet 1963      | 636               | 598               | 6,4           | 7,89             | 80,6                  |
| Cumberland           | Cumberland, The Corporation of the Village of  | Comox Valley           | 1er janvier 1898     | 3 398             | 2 762             | 23,0          | 29,00            | 117,2                 |
| Fraser Lake          | Fraser Lake, Village of                        | Bulkley-Nechako        | 27 septembre 1966    | 1 167             | 1 113             | 4,9           | 4,07             | 286,9                 |
| Fruitvale            | Fruitvale, The Corporation of the Village of   | Kootenay Boundary      | 4 novembre 1952      | 2 016             | 1 952             | 3,3           | 2,71             | 745,3                 |
| Gold River           | Gold River, Village of                         | Strathcona             | 26 août 1965         | 1 267             | 1 362             | −7,0          | 10,78            | 117,5                 |
| Granisle             | Granisle, Village of                           | Bulkley-Nechako        | 29 juin 1971         | 303               | 364               | −16,8         | 41,86            | 7,2                   |
| Harrison Hot Springs | Harrison Hot Springs, Village of               | Fraser Valley          | 27 mai 1949          | 1 468             | 1 573             | −6,7          | 5,57             | 263,5                 |
| Hazelton             | Hazelton, The Corporation of the Village of    | Kitimat-Stikine        | 15 février 1956      | 270               | 293               | −7,8          | 2,80             | 96,5                  |
| Kaslo                | Kaslo, Village of                              | Central Kootenay       | 14 août 1893         | 1 026             | 1 072             | −4,3          | 2,48             | 413,6                 |
| Keremeos             | Keremeos, The Corporation of the Village of    | Okanagan-Similkameen   | 30 octobre 1956      | 1 330             | 1 289             | 3,2           | 2,09             | 635,4                 |
| Lions Bay            | Lions Bay, Village of                          | Greater Vancouver      | 17 décembre 1970     | 1 318             | 1 328             | −0,8          | 2,53             | 520,2                 |
| Lumby                | Lumby, The Corporation of the Village of       | North Okanagan         | 20 décembre 1955     | 1 731             | 1 634             | 5,9           | 5,74             | 301,6                 |
| Lytton               | Lytton, The Corporation of the Village of      | Thompson-Nicola        | 3 mai 1945           | 228               | 235               | −3,0          | 6,54             | 34,8                  |
| Masset               | Masset, Village of                             | Skeena-Queen Charlotte | 11 mai 1961          | 884               | 940               | −6,0          | 20,61            | 42,9                  |
| McBride              | McBride, The Corporation of the Village of     | Fraser-Fort George     | 7 avril 1932         | 586               | 660               | −11,2         | 4,64             | 126,4                 |
| Midway               | Midway, Village of                             | Kootenay Boundary      | 25 mai 1967          | 674               | 621               | 8,5           | 12,24            | 55,0                  |
| Montrose             | Montrose, The Corporation of the Village of    | Kootenay Boundary      | 22 juin 1956         | 1 030             | 1 012             | 1,8           | 1,46             | 704,6                 |
| Nakusp               | Nakusp, Village of                             | Central Kootenay       | 24 novembre 1964     | 1 569             | 1 524             | 3,0           | 8,05             | 194,8                 |
| New Denver           | New Denver, The Corporation of the Village of  | Central Kootenay       | 12 janvier 1929      | 504               | 512               | −1,6          | 0,87             | 579,6                 |
| Pemberton            | Pemberton, Village of                          | Squamish-Lillooet      | 20 juillet 1956      | 2 369             | 2 192             | 8,1           | 10,89            | 217,5                 |
| Port Alice           | Port Alice, Village of                         | Mount Waddington       | 16 juin 1965         | 805               | 821               | −1,9          | 7,04             | 114,4                 |
| Port Clements        | Port Clements, Village of                      | Skeena-Queen Charlotte | 31 décembre 1975     | 378               | 440               | −14,1         | 13,04            | 29,0                  |
| Pouce Coupe          | Pouce Coupe, The Corporation of the Village of | Peace River            | 6 janvier 1932       | 738               | 739               | −0,1          | 2,06             | 358,5                 |
| Queen Charlotte      | Queen Charlotte, Village of                    | Skeena-Queen Charlotte | 5 décembre 2005      | 944               | 948               | −0,4          | 35,62            | 26,5                  |
| Radium Hot Springs   | Radium Hot Springs, Village of                 | East Kootenay          | 10 décembre 1990     | 777               | 735               | 5,7           | 6,34             | 122,5                 |
| Salmo                | Salmo, The Corporation of the Village of       | Central Kootenay       | 30 octobre 1946      | 1 139             | 1 007             | 13,1          | 2,44             | 466,2                 |
| Sayward              | Sayward, Village of                            | Strathcona             | 27 juin 1968         | 317               | 341               | −7,0          | 4,51             | 70,3                  |
| Silverton            | Silverton, The Corporation of the Village of   | Central Kootenay       | 6 mai 1930           | 195               | 185               | 5,4           | 0,35             | 550,5                 |
| Slocan               | Slocan, Village of                             | Central Kootenay       | 1er juin 1901        | 296               | 314               | −5,7          | 0,78             | 381,7                 |
| Tahsis               | Tahsis, Village of                             | Strathcona             | 17 juin 1970         | 316               | 366               | −13,7         | 5,26             | 60,0                  |
| Telkwa               | Telkwa, The Corporation of the Village of      | Bulkley-Nechako        | 18 juin 1952         | 1 350             | 1 295             | 4,2           | 7,04             | 191,9                 |
| Valemount            | Valemount, Village of                          | Fraser-Fort George     | 13 décembre 1962     | 1 020             | 1 018             | 0,2           | 5,17             | 197,4                 |
| Warfield             | Warfield, The Corporation of the Village of    | Kootenay Boundary      | 8 décembre 1952      | 1 700             | 1 729             | −1,7          | 1,89             | 900,7                 |
| Zeballos             | Zeballos, The Corporation of the Village of    | Strathcona             | 27 juin 1952         | 125               | 189               | −33,9         | 1,56             | 80,3                  |
| Total villages       | —                                              | —                      | —                    | 44 962            | 43 997            | 2,2           | 393,76           | 114,2                 |

Notes :
1. ↑  Granisle a été à l'origine fondée en tant que cité ouvrière par Granisle Copper Ltd. avant son incorporation en 1971[4].